# Okręg Château-Chinon
Okręg Château-Chinon (fr. Arrondissement de Château-Chinon) – okręg we wschodniej Francji. Populacja wynosi 27 300.

## Podział administracyjny
W skład okręgu wchodzą następujące kantony:
- Château-Chinon,
- Châtillon-en-Bazois,
- Fours,
- Luzy,
- Montsauche-les-Settons,
- Moulins-Engilbert.